# ۵۲۱ (پیش از میلاد)
۵۲۱ (پیش از میلاد) یکی از سال‌های قبل از تقویم میلادی بود.

## رویدادها
شاهنشاهی هخامنشی
- داریوش به جانشینی گئومات نشست.

## زادگان
- لئونیداس شاه اسپارت

## درگذشتگان
- مارس – کمبوجیه شاه هخامنشی
- اکتبر – گئومات شاه هخامنشی